# Samuel de Wind
Samuel de Wind (Middelburg, 26 januari 1793 - aldaar, 19 augustus 1859) was een Nederlands jurist en rechtsgeleerde. 
De Wind doorliep de Latijnse Scholen in Middelburg. Toen Zeeland door de Fransen bezet werd vertrok De Wind met zijn moeder naar Leiden waar hij letteren en rechten ging studeren. In december 1811 promoveerde hij op een dissertatie in de rechten. Hierna werkte hij enkele jaren als advocaat in Leiden, maar op 20 juni 1814 keerde hij terug naar Middelburg. Hier was hij achtereenvolgens advocaat, substituut-officier van de rechtbank, rijksadvocaat en lid van de gemeenteraad van Middelburg, officier van justitie en vanaf 1848 vicepresident van het Provinciaal gerechtshof in Zeeland. Dit laatste functie vervulde hij tot zijn overlijden in 1859.
In 1845 werd hij voorgedragen als kandidaat voor de Hoge Raad, maar hij weigerde de kandidaatstelling.
Samuel de Wind heeft een groot aantal publicaties geschreven over rechten, literatuur, geschiedenis en theologie. In 1841 werd hij benoemd tot ridder in de Orde van de Nederlandse Leeuw.
De Wind was lid van het Zeeuwsch Genootschap der Wetenschappen (1815 tot zijn dood, waarvan vanaf 1834 vice-president) en lid tweede klasse van het Koninklijk Instituut (van 2 februari 1932 tot 30 april 1838 corresondent, en vanaf 30 april 1838 tot 26 oktober 1851 lid). 

## Publicaties
- 1811 Dissertatio juridica inauguralis de Jure absentium, sec. Cod. Nap., L.B., 1811, 8o.
- 1825 Verhandeling over den invloed der dichtkunde op de geschiedenis. (Bekroond met den gouden eerprijs door de Maatschappij der Ned. Letterkunde.) (Nieuwe werken van de Maatsch. der Ned. Letterk., 1ste deel, 2de stuk.)
- 1826 Verhandeling over de vernietiging van de orde der tempelieren, bijzonder met betrekking tot ons vaderland. (Mnemosyne van H.W. Tydeman, 2de reeks, 6de deel, 1826.)
- 1827 Bijzonderheden uit de geschiedenis van het strafregt in de Nederlanden. Midd., Gebr. Abrahams, 1827, 8o.
- 1831-1835 Bibliotheek der Nederlandsche geschiedschrijvers, 1ste deel. Midd., Gebr. Abrahams.
- 1837 Bijdrage over Jan Adriaansz. Leeghwater. (Voorlezing in het Middelburgsch departement der maatschappij tot Nut van 't Algemeen, 9 April 1834.) (Vaderl. Letteroefen., 1837. Mengelw., bl. 745-759.)
- 1837 Iets over het kasteel Hellenburg en het dorp Baarland. (Zeeuwsche Volksalmanak 1837.)
- 1837 Nog iets over het cijferschrift van Carleton (Konst- en Letterbode 1837, no. 41.)
- 1838 Hebben onze voorouders deze landen te vroeg bedijkt en verdienen zij daarom ‘vernuftige landbedervers’ genoemd te worden? (Zeeuwsche Volksalmanak 1838.)
- 1838 Levensberigt van den Nederlandschen zeereiziger Mr. Jacob Roggeveen.(Nieuwe werken van het Zeeuwsch Genootschap der Wetenschappen, Midd. 1838.)
- 1842 Verhandeling over den invloed van Wagenaars Vaderlandsche historie op de beschouwing en beoefening onzer geschiedenis. (Werken der 2de klasse van het Kon. Ned. Inst., 7de deel.)
- 1843 De dood van Graaf Floris den IV den op het tournooi te Corbie in 1234. (Werken der 2de klasse van het Kon. Ned. Inst., 8ste deel.)
- 1843 Bedenkingen over het ontwerp van Wet tot vermindering der provinciale hoven. Middelb. 1843.
- 1846 Verdediging der echtheid van den brief van Simon van Haarlem, waarbij hij goederen der Abdij van Egmond in erfpacht neemt. (Tijdschrift Instituut 1846.)
- 1846 Verhandeling over de vraag: Kan Jacoba van Beijeren uit de Hollandsche gravenrij uitgemonsterd en Jan van Beijeren in hare plaats gesteld worden? (Tijdschrift Instituut 1846.)
- 1847 Fragmenten van den Ridderroman Huon de Bordeaux. (Nieuwe reeks der werken van de Maatsch. d. Ned. Letterk., 5de deel, 1847.)
- 1847 ets over Matth. Smallegange en zijne Kroniek van Zeeland. (Nehalennia, Jaarb. voor Zeeuwsche Gesch. enz., 1849.)
- 1849 Jaartallen tot herinnering aan de geschied. der stad Middelburg, sedert de verlossing van het Spaansche juk in 1574. (Midd. Naamwijzer 1849 en 1850.)
- 1850 Johan de Kanter Phz. Fragment uit een onuitgegeven vervolg op de la Rues Geletterd Zeeland. (Nehalennia 1850.)
- 1850 Verhandeling over den aard van het leen van het Graafschap Holland. (Nieuwe reeks der Verh. der 2de kl. v.h. Kon. Ned. Inst., 1ste deel, Amst. 1850).
- 1851 Beknopte Kronijk der stad Middelburg, gedurende de regering van het huis van Oostenrijk, 1482-1574. (Midd. Naamwijzer, 1851.)
- 1852 Jan Franken, de getrouwe dienaar van Oldenbarneveld.(Jaarboekje Zeeland, 1852.)
- 1854 Iets over vroegere bestrating en straatverlichting, bepaaldelijk te Middelburg.(Jaarboekje Zeeland, 1854.)
- 1856 Iets over de oude baksteenen met verheven beeldwerk, voorhanden in het Kabinet van het Zeeuwsch Gen.(Archief, vroegere en latere mededeelingen, voornamelijk in betrekking tot Zeeland, 1ste stuk 1856.)
- 1856 Mededeeling omtrent den landreiziger Samuel van de Putte. (Archief enz. 1ste stuk.)
- 1856 Verslag van den Codex Sancti Bavonis, thans berustende op het Raadhuis te Middelburg. (Archief, enz. 1ste stuk.)
- 1856 Mededeelingen omtrent een bundel autographen uit de XVIde eeuw, deels in cijferschrift vervat.(Archief enz., 1857, 3de stuk.)
- 1857 Levensschets van wijlen den Generaal-Majoor P.J. Ackermans.(Archief, enz., 1857, 3de stuk.)